# Seznam gorskih enot sveta
Seznam najpomembnejših in najbolj znanih vojaških gorskih enot.

## Seznam

### I
- Italija
- Alpini
- Gorska brigada »Julia«

### N
- Nemčija:
- Gorski lovci (nemško Gebirgsjäger)
- 23. gorska pehotna brigada

### P
- Poljska
-Podhalski strelci
-22. divizija gorske pehote (Poljska)
-2. podhalski strelski vod »Sanok«
-21. podhalska strelska brigada

### S
- Slovenija - 132. gorski bataljon SV

### Z
- ZDA - 10. gorska divizija (lahka pehota)